# Microrregión de Sousa
La microrregión de Sousa es una de las  microrregiones del estado brasileño de la Paraíba perteneciente a la mesorregión  Sertón Paraibano. Su población fue estimada en 2006 por el IBGE en 175.204 habitantes y está dividida en diecisiete municipios. Posee un área total de 4.784,729 km².

## Municipios
- Aparecida
- Cajazeirinhas
- Condado
- Lastro
- Malta
- Marizópolis
- Nazarezinho
- Paulista
- Pombal
- Santa Cruz
- São Bentinho
- São Domingos de Pombal
- São Francisco
- São José da Lagoa Tapada
- Sousa
- Vieirópolis
- Vista Serrana

- Datos: Q2143887